# Riddersberg

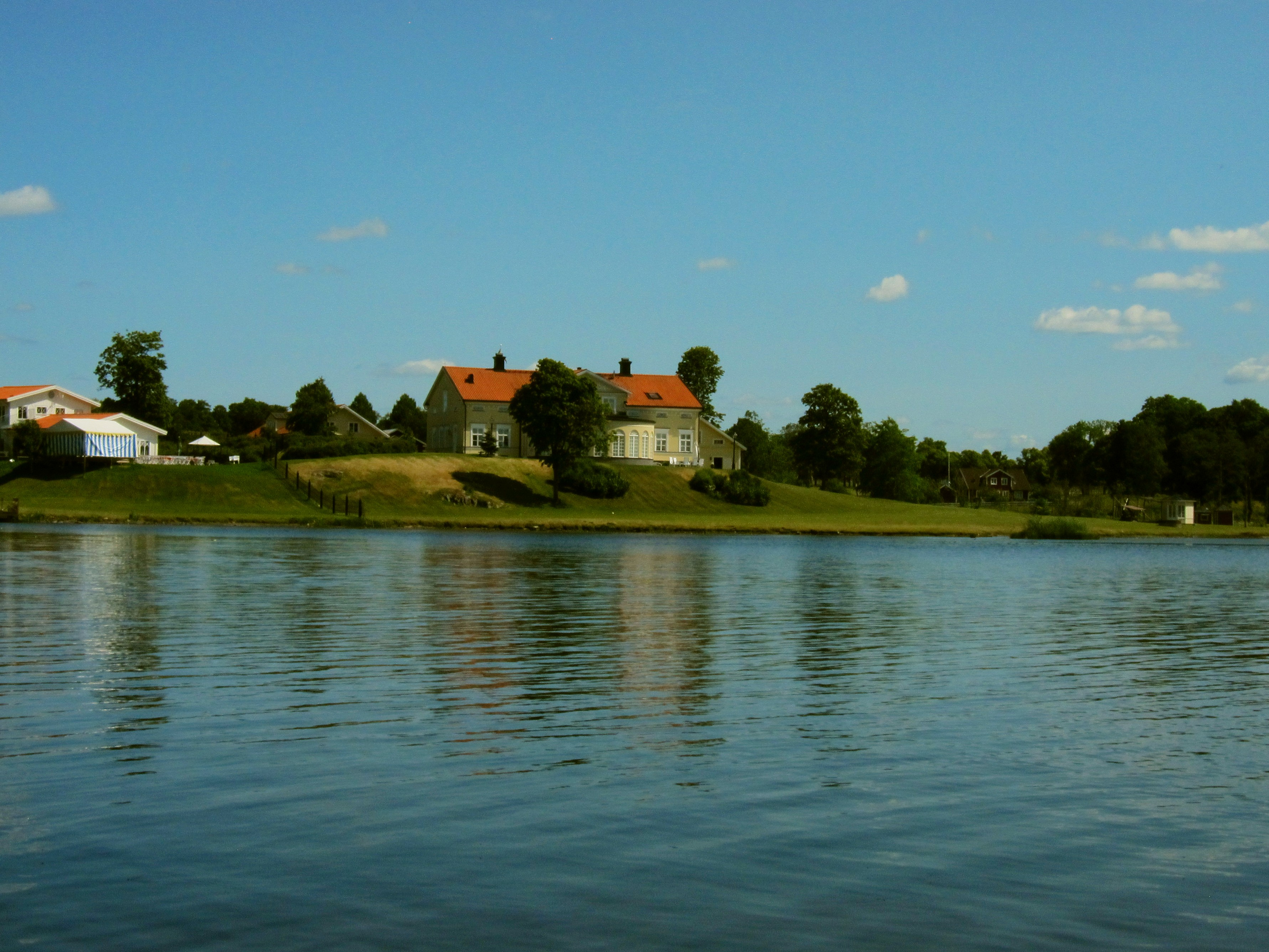
Riddersbergs herrgård invid Rogbergasjön, 2013.

Riddersberg är en herrgård i Rogberga socken, Jönköpings kommun.
Riddersberg utgjorde tidigare Rogberga norrgård. Vid mitten av 1600-talet köptes gården av Israel Isaksson, adlad Ridderhielm, som 1661 gjorde den till säteri med namnet Riddersberg. Den såldes senare till Håkan Ridderståhle. Efter ytterligare ägarbyten innehades den av släkterna von Schaeij, Lemchen, von Geyerfelt och Ribbing.
Nuvarande huvudbyggnaden uppfördes 1860–1861 av Peder Arvid Ribbing. Under sin tid som ägare utvecklade han Riddersberg till ett mönsterjordbruk.
Byggnaden ägdes senare av Jönköpings läns landsting. Den arrenderades ut till av konstnären Calle Örnemark, som lät uppföra en konstpark vid säteriet.
År 1994 ägdes Riddersberg av Mats och Kerstin Hultgren till 2007. Därefter blev skulpturparken riven.